# (9701) Mak
(9701) Mak (1157 T-2) – planetoida z pasa głównego asteroid okrążająca Słońce w ciągu 3,57 lat w średniej odległości 2,33 j.a. Odkryta 29 września 1973 roku.